# Zamek w Stolpe
Zamek w Stolpe (niem. Schloss Stolpe) – rezydencja położona na wschód od miasta Usedom, na południowym skraju wsi Stolpe na wyspie Uznam.

## Historia zamku
W 1218 roku została odnotowana pierwsza historyczna wzmianka o Stolpe. W 1251 roku Gerhard von Schwerin otrzymuje lenno na wyspie Uznam w Kachlin, Stolpe i Ostklüne oraz staje się założycielem uznamskiej linii Schwerinów. W 1321 roku wnuk Gerharda, rycerz Dietrich von Schwerin osiadł na włościach Stolpe i tym samym stał się założycielem linii Schwerinów w Stolpe. 
Z budynku, w którym mieszkała rodzina Schwerinów do końca XVI wieku, nic się nie zachowało. Na starych fundamentach w latach 1575-1590 wzniesiony został w stylu renesansowym przez Otto von Schwerina centralny budynek obecnego zamku. Mury tej dwupiętrowej budowli zachowały się do dziś. Przeprowadzone badania dendrochronologiczne konstrukcji dachu, dają powody do przypuszczeń, iż budynek zamku został częściowo zniszczony podczas wojny trzydziestoletniej. Erdmann Friedrich von Schwerin odbudował siedzibę w stylu barokowym. Do dziś zachowały się barokowe drzwi oraz sala kominkowa. W 1753 roku umiera bezpotomnie Erdmann Friedrich von Schwerin. W wyniku tego lenno Stolpe zostało majątkiem wolnym. Na Erdmanie Friedrichu zakończyła się linia Schwerinów na dobrach Stolpe. W 1754 roku dobra szlacheckie Schwerinów przeszły w obce władanie. Do roku 1895 lenno Stolpe należało do Gregora Friedricha von Schmalensee, Freiherra von Lepel, Johanna Friedricha Krauthoffa, doktora Martina Vogela i Ludwiga Holtza. W 1895 roku Bernard Graf von Schwerin nabył dobra Stolpe za 330 000 marek niemieckich, jako masę upadłościową od rodziny Busower Zweig, linii Altwinshagener. W 1896 Bernard darował tę posiadłość synowi Friedrichowi Grafowi von Schwerin jako prezent z okazji zaślubin z hrabiną Fredą von Kleist. W ten sposób posiadłość powróciła do rodziny Schwerinów. W latach 1896–1907 po przejęciu dóbr Stolpe przez Friedricha Grafa von Schwerin i hrabinę Fredę postanowili oni rozbudować posiadłość, która nie zaspokajała ich oczekiwań. Skromna barokowa budowla została rozbudowana z rozmachem, zmieniając się w imponującą posiadłość. W pierwszym etapie prac dobudowano trzy wieże jak również arkadową galerię z zaokrąglonymi oknami łukowymi i współśrodkowy portal z bocznym wejściem. Równocześnie zamek rozbudowano w kierunku zachodnim. Dokonano rozległych prac wewnątrz budynku. Hall wejściowy został ukształtowany od nowa, wybudowano półokrągłą galerię oraz wmontowano takie same schody. W drugim etapie robót budowlanych wykonano pokoje, podniesiono wieżę północną oraz częściowo wykonano nadbudowę pietra galerii arkadowej. W roku 1924 zmarł nagle Friedrich Graf von Schwerin. Hrabina Freda von Schwerin z domu Kleist mieszkała w zamku Stolpe wraz ze swoją pokojówką, prowadząc otwarty, światowy dom. Właścicielem zamku w tym czasie był Josef Karl Graf von Schwerin oraz Josef Hans Graf von Schwerin. W roku 1945 wraz z końcem drugiej wojny światowej Armia Czerwona urządziła tu na kilka tygodni kwaterę sztabu. Następnie zamek został wykorzystany jako obóz dla uciekinierów ze wschodu. W następnych latach w ówczesnej radzieckiej strefie okupacyjnej została przeprowadzona reforma rolna. Pod hasłem „kraj panicza w ręce chłopskie” posiadłość Schwerinów została znacjonalizowana. W 1947 radzieckim zarządzeniem wojskowym nr 209 zamek oraz zabudowania gospodarskie zostały częściowo rozebrane. Pozyskany budulec został wykorzystany do budowy mieszkań. Budynek główny i skrzydło zachodnie z pokojami gościnnymi zostały zachowane. Po roku 1949 zamek był wykorzystywany przez władzę lokalną. Mieściła się tu siedziba gminy, mieszkania, gospoda, kolonie dla dzieci. Wyposażenie zamku i wszystkie inne dobra przepadły. W 1974 roku wskutek ideologii komunistycznej zmieniono dawny wygląd budynku. Nic nie powinno przypominać bardzo lubianej na wsi hrabiny Fredy. Dlatego też charakterystyczne wieże zostały rozebrane, arkadowa galeria z półokrągłymi oknami łukowymi została przebudowana, wstawiono małe prostokątne okna. Z fasady usunięto wszelkie kolorowe upiększenia, położono szary, gładki tynk. W następnych latach wobec całkowitego braku opieki, zamek zaczął niszczeć. Wilgoć była największą przyczyną zniszczeń budowlanych. Zamek powoli zmieniał się w ruinę. W 1989 przestała istnieć NRD. Ziemia jak również budynek gospodarczy zostały przydzielone w zarząd firmie powiernictwa w Berlinie, zamek zaś został przydzielony zarządowi finansowemu w Rostocku. W ten sposób posiadłość podlegała różnym właścicielom. W 1996 roku gmina Stolpe nabyła posiadłość z masy upadłościowej za symboliczną markę. W tym czasie zamek znajdował się w tragicznym stanie. Począwszy od roku 2001 w miarę napływu środków zatrzymano postępujące zniszczenia konstrukcji budynku. Następnie obiekt został stopniowo odbudowany. Obecnie zamek jest ogólnodostępny, najczęściej odbywają się tu imprezy kulturalne takie jak odczyty lub koncerty.